# Devin Davis (baloncestista de 1995)
Devin Davis (nacido en Indianapolis, Indiana; 29 de marzo de 1995) es un baloncestista estadounidense que pertenece a la plantilla del Napoli Basket de la Lega Basket Serie A italiana. Con 1,98 metros de estatura, juega en la posición de alero.

## Trayectoria deportiva
Es un jugador formado en la universidades de Indiana Hoosiers en el que jugó dos temporadas desde 2013 a 2015 y durante otras dos temporadas formó parte de Houston Cougars desde 2016 a 2018, tras pasar previamente una temporada en blanco. Tras no ser drafteado en 2018, durante la temporada 2018-19 jugaría con Lakeland Magic la cifra de 41 partidos en la NBA Development League promediando 6.41 puntos por encuentro.
En verano de 2019 jugaría cuatro encuentros de la liga de verano de la NBA 2019 con Orlando Magic en la ciudad de Las Vegas.
En 10 de agosto de 2019, firma un contrato por una temporada para debutar como profesional en las filas del Lavrio B.C. de la A1 Ethniki.
En la temporada 2019-20 jugaría la cifra de 20 partidos promediando 7.85 puntos por encuentro. 
En la temporada 2021-22, firma por el ESSM Le Portel del Ligue Nationale de Basket-ball. En 33 partidos promedió 12,3 puntos y 5,6 rebotes, jugando unos 27 minutos por partido.
El 27 de junio de 2022, Davis regresó a Grecia, firmando por el equipo de Basketball Champions League Peristeri.
El 15 de noviembre de 2022, firma por el Napoli Basket de la Lega Basket Serie A italiana. Jugó 12 partidos allí, uniéndose el 10 de febrero de 2023 al Scaligera Basket Verona.